# Aethiothemis
Genre
Aethiothemis est un genre d'insectes de la famille des Libellulidae appartenant au sous-ordre des anisoptères dans l'ordre des odonates. Il comprend huit espèces.

## Espèces du genreAethiothemis
- Aethiothemis basilewskyi Fraser, 1954
- Aethiothemis bequaerti Ris, 1919
- Aethiothemis carpenteri (Fraser, 1944)
- Aethiothemis diamangae Longfield, 1959
- Aethiothemis discrepans Lieftinck, 1969
- Aethiothemis mediofasciata Ris, 1931
- Aethiothemis palustris Martin, 1912
- Aethiothemis solitaria Martin, 1908